# Adriana Carolina Arbeláez Giraldo
Adriana Carolina Arbeláez Giraldo es una política, funcionaria pública y abogada colombiana que se desempeña como congresista por el distrito de Bogotá para el periodo 2022-2026. Anteriormente ocupó una curul en el Concejo de Bogotá, del que fue primera vicepresidenta en 2021. 

## Biografía

### Inicios y formación académica
Arbeláez se graduó en derecho de la Universidad de San Buenaventura en Cali. Más adelante cursó una especialización en dirección y gestión de proyectos, y una maestría en derecho, ambas en la Universidad Sergio Arboleda de Bogotá.
Entre 2011 y 2012 se desempeñó como asesora de la Unidad de Trabajo Legislativo del Congreso de la República de Colombia, y un año después ocupó el cargo de gerente regional de la empresa de servicios postales oficial 4-72. Desempeñó también el cargo de gerente de asuntos corporativos de la compañía entre 2017 y 2018.

### Carrera política
Giraldo obtuvo 29 595 votos en las elecciones del 27 de octubre de 2019, los cuales le permitieron alcanzar una curul en el Concejo de Bogotá en representación del partido político Cambio Radical; permaneció en el cargo hasta diciembre de 2021.Ofició como primera vicepresidenta del Concejo en 2021, en una mesa directiva que, por primera vez en la historia de este organismo, quedó conformada exclusivamente por mujeres.
Luego de obtener 35 368 votos en las elecciones legislativas de 2022, en julio del mismo año se convirtió en Miembro de la Cámara de Representantes de Colombia por el Distrito de Bogotá,en representación de Cambio Radical. En este organismo ha hecho parte de la Comisión Primera Constitucional Permanente (2022-2024), de la Comisión de Paz (2022-2023) y de la Comisión para la Equidad de la Mujer (2022-2023).
De igual forma, se ha desempeñado como coordinadora de la Comisión de Seguimiento a las Obras del Metro de Bogotá, y es parte del Bloque Parlamentario que coordina asuntos relacionados del Plan de Desarrollo de la capital.
En abril de 2024 fue una de los tres congresistas del partido Cambio Radical que fueron demandados por perdida de investidura por conflicto de interés ante el Consejo de Estado por haber participado en los debates y votar sobre la aprobación o puesta en vigencia de los llamados impuestos saludables a pesar de su campaña haber sido financiada por la empresa Bavaria que produce e importa bebidas azucaradas, por lo que según los demandantes debió haberse declarado impedida de acuerdo a la ley vigente.